# Metropolitan Stadium
Le Metropolitan Stadium est un ancien stade de baseball et de football américain de la ville de Bloomington, dans le Minnesota, aux États-Unis.
Surnommé le « Met » ou le « Met Stadium », il a été le domicile des Millers de Minneapolis, club de baseball de ligue mineure, de 1956 à 1960, ainsi que des Twins du Minnesota et des Vikings du Minnesota de 1961 à 1981.
Le stade est démoli en 1985. Il a fait place au centre commercial Mall of America.